# ジャコ・パストリアス・バンド
ジャコ・パストリアス・バンド（Jaco Pastorius Band）は、ジャコ・パストリアスが1981年に発売したソロ・アルバム『ワード・オブ・マウス』の発売後、親しいミュージシャンを中心に結成したセクステット。
このバンドに十数名のホーン・セクションを加えて発展した形が「ワード・オブ・マウス・ビッグ・バンド」（または、ジャコ・パストリアス・ビッグ・バンド）という名称で呼ばれた。

## メンバー
- ジャコ・パストリアス (Jaco Pastorius) - エレクトリックベース
- ピーター・アースキン (Peter Erskine) - ドラム
- ドン・アライアス (Don Alias) - パーカッション
- ランディ・ブレッカー (Randy Brecker) - トランペット
- マイケル・ブレッカー (Michael Brecker) - テナー・サクソフォーン
- ボブ・ミンツァー (Bobby Mintzer) - テナー&ソプラノ・サクソフォーン、バスクラリネット
- オセロ・モリノー (Othello Molineaux) - スティール・ドラム

## ディスコグラフィ

### ライブ・アルバム
- 『バースデイ・コンサート』 - The Birthday Concert (1995年) ※1981年12月1日録音

### コンピレーション・アルバム
- 『パンク・ジャズ』 - PUNK JAZZ: The Jaco Pastorius Anthology (2003年)
- 『ザ・エッセンシャル・ジャコ・パストリアス』 - The Essential Jaco Pastorius (2007年)

### 映像作品
- 『ライブ・イン・モントリオール』 - Live in Montreal (1982年) ※1982年7月録音